# Campeonato Mundial de Piragüismo en Maratón de 2025
El XXXII Campeonato Mundial de Piragüismo en Maratón se celebrará del 4 al 7 de septiembre de 2025 en Győr (Hungría), bajo la organización de la Federación Internacional de Piragüismo (ICF) y la Federación Húngara de Piragüismo.